# Epiklorhydrin
Epiklorhydrin eller 1-klor-2,3-epoxypropan är en klorerad epoxid med formeln C3H5OCl.

## Egenskaper
Epiklorhydrin är en reaktiv, frätande och brandfarlig färglös vätska med skarp sötaktig lukt. Det är olösligt i vatten, men blandbart med polära, organiska lösningsmedel.

## Framställning
Epiklorhydrin tillverkas av allylklorid (C3H5Cl) i två steg. Först hydrohalogeneras allylkloriden med hypokloritsyra och bildar klorerade derivat av propanol och isopropanol.
I det andra steget används en stark bas i en eliminationsreaktion för att bilda epiklorhydrin.

## Användning
Epiklorhydrin används till största delen för tillverkning av glycerin (C3H5(OH)3).
{\displaystyle {\rm {C_{3}H_{5}OCl+2\ H_{2}O\rightarrow C_{3}H_{5}(OH)_{3}+HCl}}}
Det används också för att tillverka epoxiplast genom alkylering med bisfenol A. Det kan även användas för att tillverka andra polymerer.